# Falmer Stadium
O Falmer Stadium (conhecido por motivos de patrocínio, como American Express Community Stadium, ou simplesmente Amex Stadium) é um estádio de futebol que está localizado na cidade de Brighton e Hove, no sul da Inglaterra, e serve de casa para o Brighton & Hove Albion Football Club.

## História

### Ínicio
Os planos foram iniciados pela diretoria do Brighton & Hove Albion depois que o estádio anterior do clube, o Goldstone Ground, foi vendido pela antiga diretoria do clube para desenvolvedores em 1995. Quando o clube foi rebaixo no final da temporada 1996–1997, dividiu o terreno por duas temporadas no Priestfield Stadium de Gillingham. Dois anos depois, o clube voltou a Brighton, usando o Withdean Stadium, que foi expandido posteriormente quando o Brighton & Hove alcançou a primeira divisão (agora o EFL Championship) em 2002, após subir de divisão duas vezes consecutivas. O local em Falmer foi escolhido durante a temporada 1998-99 e esperava-se que o estádio estivesse pronto até meados dos anos 2000. No entanto, atrasos na obtenção da permissão de planejamento fizeram o clube esperar até agosto de 2011 antes de poder jogar seus jogos em casa.

### Construção

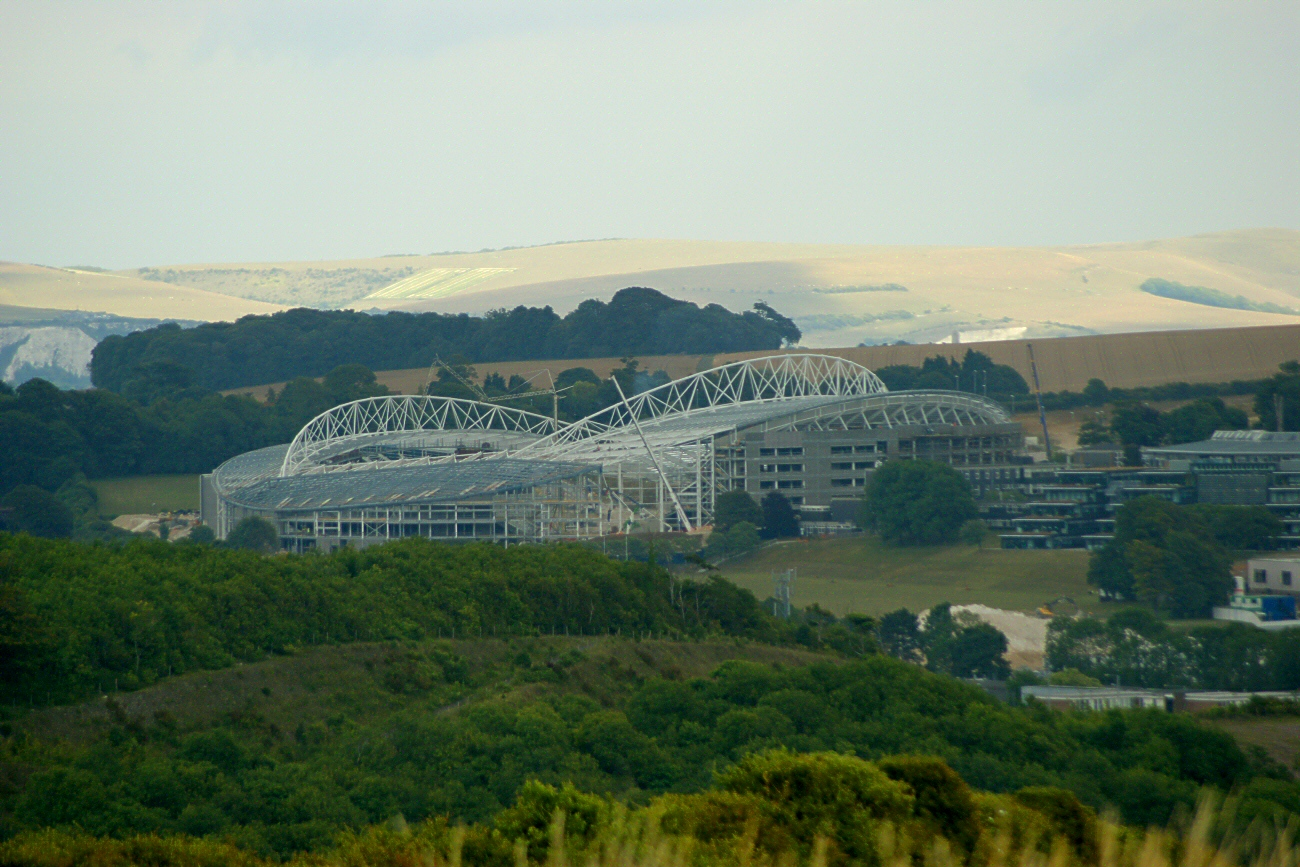
Estádio sendo construído em Julho de 2010

Em 27 de novembro de 2008, o Grupo Buckingham assinou o contrato de construção do novo estádio. As obras do local foram iniciadas em 17 de dezembro de 2008 e concluídas em maio de 2011. O estádio foi projetado com possibilidades de expansão, para aumentar a capacidade no futuro. O estádio foi projetado pelo grupo de arquitetos de Londres, KSS. A capacidade do estádio foi ampliada, com uma fileira de assentos extra sendo instalada acima da arquibancada leste (arquibancada familiar), que aumentou a capacidade para cerca de 30 mil lugares. O acordo com a American Express, a empresa que mais emprega na região de Brighton e Hove, alterando os direitos do nome do estádio foi anunciado em 22 de junho de 2010. Foram gastos por volta de 93 milhões de libras na construção ao todo. O estádio está instalado em três andares abaixo do solo. 138.000 metros cúbicos de calcário foram escavados durante sua construção, os quais foram colocados no campo ao lado. Estima-se que isso evite 22.000 viagens de caminhão levando o calcário para um aterro sanitário fora do local.

### Inauguração

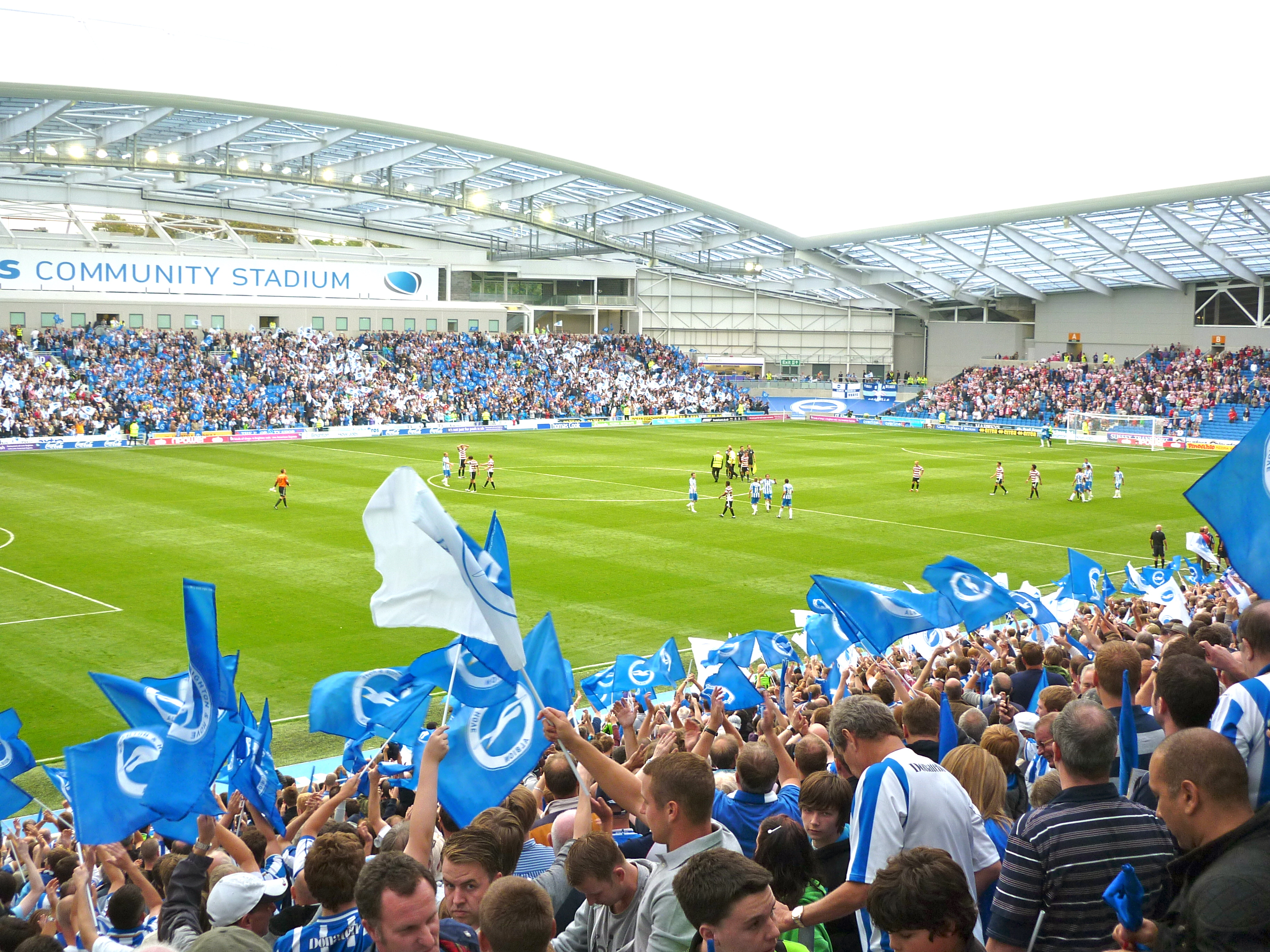
Primeiro jogo oficial no estádio.

O estádio foi inaugurado oficialmente em 30 de julho de 2011, com um jogo amistoso entre Brighton & Hove Albion e Tottenham Hotspur, com o time da casa perdendo por 3-2. A primeira partida competitiva foi realizada em 6 de agosto de 2011, quando Brighton venceu o Doncaster Rovers por  2–1. O estádio testemunhou sua primeira derrota na liga em sua história quando o rival Crystal Palace virou o jogo para vencer o Brighton e Hove Albion por 3-1.